# Simulium gariepsense
Simulium gariepsense är en tvåvingeart som beskrevs av Meillon 1953. Simulium gariepsense ingår i släktet Simulium och familjen knott. Inga underarter finns listade i Catalogue of Life.